# Bijela Gora (Ulcinj)
Pour l’article homonyme, voir Bijela gora.
Bijela Gora (en serbe cyrillique : Бијела Гора) est un village du sud-est du Monténégro, dans la municipalité d'Ulcinj.

## Démographie

### Évolution historique de la population
| 1948 | 1953 | 1961 | 1971 | 1981 | 1991 | 2003 |
| ---- | ---- | ---- | ---- | ---- | ---- | ---- |
| 101  | 144  | 224  | 214  | 0    | 20   | 23   |